# Intrigo a San Pietroburgo
Intrigo a San Pietroburgo (Midnight in Saint Petersburg) è un film del 1996 diretto da Douglas Jackson.
È l'ultimo di una serie di cinque film di spionaggio nei quali l'attore Michael Caine incarna la spia  del Secret Intelligence Service,  Harry Palmer, personaggio creato dalla fantasia di Len Deighton: Ipcress (1965),  Funerale a Berlino (1966), Il cervello da un miliardo di dollari (1967), All'inseguimento della morte rossa (film tv del 1995).
Si tratta di una produzione anglo-russo-canadese.

## Trama
Dopo aver lasciato il Secret Intelligence Service britannico, Palmer si reca a Mosca, dove apre un'agenzia investigativa privata. I suoi soci sono Nikolai Petrov, l'ex agente della CIA Craig e l'ex colonnello del KGB Gradsky.
Dopo aver ricevuto da un misterioso cliente l'incarico di localizzare e recuperare una partita di plutonio rubato, Palmer parte con Petrov alla volta di San Pietroburgo. Giunti in città, i due devono affrontare Alex e Yuri, i boss delle più potenti gang mafiose russe, acerrimi nemici di Palmer. La situazione viene ulteriormente complicata dal rapimento di Tatiana, ballerina e fidanzata di Petrov. Ancora una volta Palmer si trova costretto a sbrogliare un'intricata matassa di inganni e complotti.